# Anthemis alpestris
Anthemis alpestris é uma espécie de planta com flor pertencente à família Asteraceae. 
A autoridade científica da espécie é (Hoffmanns. & Link) R.Fern., tendo sido publicada em Bot. J. Linn. Soc. 70(1): 9. 1975.

## Portugal
Trata-se de uma espécie presente no território português, nomeadamente em Portugal Continental.
Em termos de naturalidade é endémica da Península Ibérica.

## Protecção
Não se encontra protegida por legislação portuguesa ou da Comunidade Europeia.